# Передрий
Фамилия Передрий принадлежит к малораспространенному, но в то же время одному из древнейших типов славянских семейных именований, образованных от личного прозвища.
Традиция давать прозвища издревле существовала у славян и сохранилась вплоть до XVII века. Зачастую прозвища отражали какие-то яркие качества внешности или характера человека. Личное прозвище Передрий было образовано от старинного украинского прилагательного «передерый», имеющего значение «рваный, ободранный». Вероятнее всего, прозвищем Передрий могли наградить человека, по какой-либо причине ходившего в рваной одежде. Не исключено, что таким именем наделили, например, младшего ребенка в семье, который был вынужден донашивать одежду за старшими братьями и сестрами.
Также нельзя исключить и то, что «рваным» мог быть и сам человек, то есть иметь многочисленные шрамы, полученные в сражениях или в результате какого-либо несчастного случая.
Носители аналогичных прозвищных имен встречаются в различных реестрах Войска Запорожского. К примеру, в реестре за 1581 год упоминаются казаки Передерья и Семен Передерьев брат, а в 1649 году подобное прозвище носил казак Смиловской сотни Чигиринского полка Войска Запорожского Процык Передерый.
В словаре древнерусских личных собственных имен 1903 года Тупикова Н. М. упоминается имя Передерей — «Полтавскаго полку казака, прозвище Передерея», 1683.
В «Русских фамилиях» Б. О. Унбегаун замечает: «В украинском языке развился своеобразный тип существительных на -ий (укр. -iй), которые также выступают в качестве фамилий, склоняются как существительные и образуются в большинстве случаев от глагольной основы… …Передерий — „вырвать“».
Ударение падает на последний слог.